# Balkan International Basketball League 2019-2020
La Balkan International Basketball League 2019-2020 è la 12ª edizione della Lega Balcanica.
Iniziato il 22 ottobre 2019, il torneo è stato sospeso definitivamente dalla FIBA Europe il 16 giugno 2020 a causa della pandemia di COVID-19 in Europa e ha deciso di non assegnare il titolo.

## Regolamento e formato
Partecipano alla stagione regolare 5 squadre inserite in un unico girone. La regular season è composta da tre fasi: nelle prime due le squadre si incontrano in partite di andata e ritorno; mentre nella terza fase si disputa una fase a orologio dove ogni squadra gioca 2 partite in casa contro le squadre che seguono in classifica e 2 in trasferta contro quelle che precedono. Alla fine i due team meglio classificati si affrontano in una finale con partite di andata e ritorno.
Tuttavia il 4 marzo il Rahoveci decise di abbandonare la competizione a causa di motivi finanziari e per questo il format venne cambiato, decidendo di assegnare il titolo attraverso una Final four.

## Squadre partecipanti
| Kosovo - Peja - Rahoveci | Albania - Vllaznia | Bulgaria - Akademik Plovdiv | Montenegro - Ibar Rožaje |  |

## Regular season
|    | Squadra          | G  | V | P | PF  | PS  | Dif | P.ti | Qual.      |
| -- | ---------------- | -- | - | - | --- | --- | --- | ---- | ---------- |
| 1. | Akademik Plovdiv | 8  | 7 | 1 | 700 | 612 | +88 | 15   | Final Four |
| 2. | Peja             | 9  | 5 | 4 | 741 | 728 | +13 | 14   | Final Four |
| 3. | Ibar Rožaje      | 10 | 4 | 6 | 736 | 782 | -46 | 14   | Final Four |
| 4. | Vllaznia         | 10 | 4 | 6 | 760 | 769 | -9  | 14   | Final Four |
| 5. | Rahoveci         | 9  | 3 | 6 | 676 | 722 | -46 | 12   | ritirata   |

## Final Four
|  | Semifinali       | Semifinali | Semifinali |  |  | Finale | Finale | Finale |  |
|  |                  |            |            |  |  |        |        |        |  |
|  | Akademik Plovdiv |            |            |  |  |        |        |        |  |
|  |                  |            |            |  |  |        |        |        |  |
|  | Vllaznia         |            |            |  |  |        |        |        |  |
|  |                  |            |            |  |  |        |        |        |  |
|  |                  |            |            |  |  |        |        |        |  |
|  |                  |            |            |  |  |        |        |        |  |
|  | Peja             |            |            |  |  |        |        |        |  |
|  |                  |            |            |  |  |        |        |        |  |
|  | Ibar Rožaje      |            |            |  |  |        |        |        |  |